# فلورانس
فلورانس (به ایتالیایی: Firenze)، یکی از شهرهای تاریخی در ایتالیا و هم‌اکنون پایتخت ناحیه توسکانی ایتالیا است.
فلورانس در حدود ۳۸۲ هزار نفر جمعیت دارد و پرجمعیت‌ترین شهر توسکانی به‌شمار می‌آید. شهر فلورانس با حومه، بیش از یک میلیون و ۵۲۰ هزار نفر جمعیت دارد.
فلورانس از کانون‌های مالی و بازرگانی اروپای سده‌های میانه و از ثروتمندترین شهرهای دوران خود بود. لئوناردو داوینچی نقاش مشهور بیشتر عمر خود را در فلورانس گذراند. فلورانس را خاستگاه رنسانس ایتالیایی به‌شمار آورده و به آن لقب «آتن سده‌های میانه» داده‌اند.
گالری اوفیتزی، گالری آکادمیا، موزه ملی سن مارکو، کاسا بوناروتی، موزه ملی بارجلو و موزه گالیله ازجمله مهم‌ترین موزه‌های فلورانس هستند.

## تاریخچه

صومعه معروف دومو

فلورانس در سال ۸۰ میلادی توسط ژنرال رومی، لوسیوس کورنلیوس سولا، بنیاد شد. او این محل را به عنوان سکونتگاهی برای سربازان بازنشسته خود بنیاد گذاشت و آن را فلوئنتیا (Fluentia) نامید که به معنای «جریان آب» است و به محل قرارگیری این شهر بین دو رودخانه اشاره دارد. نام فلوئنتیا بعدها به شکل فلورنتیا (Florentia) و فیرنتزه درآمد. نام فلورانس که در فارسی رواج دارد شکل فرانسوی این نام است.
شهر فلورانس از سال ۱۸۶۵ تا ۱۸۷۰ پایتخت پادشاهی ایتالیا بوده‌است.
در سده‌های میانه فلورانس کانون بازرگانی و امور مالی اروپا بوده و بعدها رنسانس ایتالیا از این شهر آغاز شد. خاندان مدیچی سال‌های طولانی در شهر فلورانس فرمان‌روایی داشتند.
انواع هنر به‌ویژه هنر معماری و مجسمه‌سازی در شهر فلورانس جایگاه ویژه‌ای داشته و دارد به طوری که این شهر را به یکی از مهم‌ترین مراکز هنری اروپا تبدیل کرده‌است.
فلورانس هم چنین دارای بیش از چهل موزه و نگارخانهٔ هنری می‌باشد که مهم‌ترین آن‌ها گالری اوفیتزی∗ و پالاتزو پیتی∗ به‌شمار می‌آید.
دیگر آثار تاریخی فلورانس به شرح زیر است:
1. Palazzo Vecchio
2. Loggia de,Lanzi (دراین محل آثار هنری زیبای چلینی بنام Perseus دیده می‌شود)
3. دوئومو (Doumo) (در آن جا واپسین مجسمه که میکل آنژ ساخت مشاهده می‌شود)
4. Palazzo Riccardi (محل اقامت خانواده مدیچی)
5. کلیسای سانتا کروچه به معنای (صلیب مقدس)
6. کلیسای جامع سانتا ماریا دل فیوره
7. گالری اوفیتزی
8. گالری آکادمی فلورانس

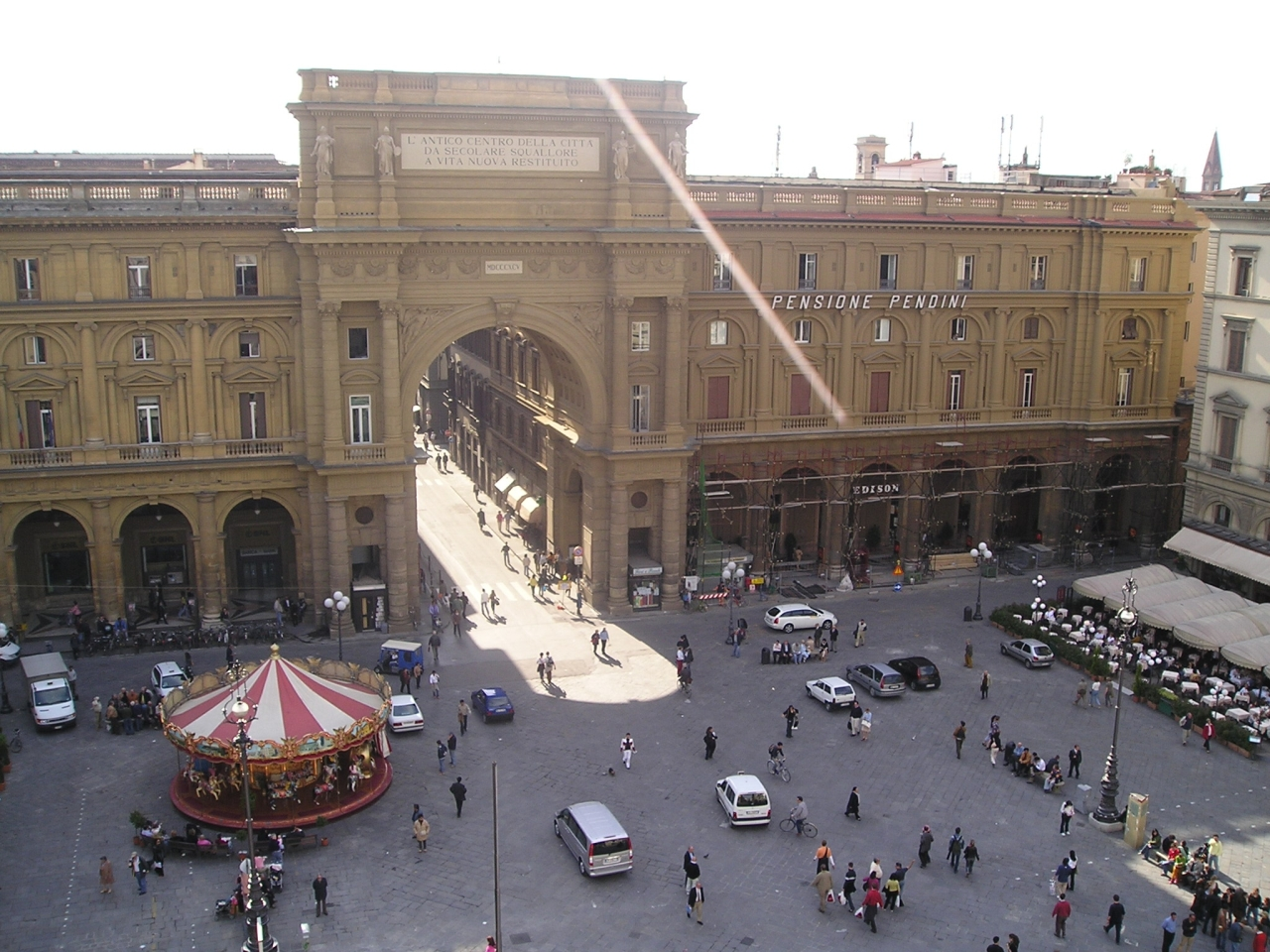
میدان جمهوری شهر فلورانس

بیش از ۳۵۰ تن از ۱۰۰۰ نفر، مهم‌ترین هنرمندان دومین هزاره اروپا (از سال هزار میلادی تا دوهزار) در این شهر می‌زیسته‌اند.

## شهرهای خواهرخوانده
فلورانس با این شهرها خواهرخوانده است:
| - اصفهان، ایران - اسمره، اریتره - آرکیپا، پرو - بیت لحم، فلسطین - بوداپست، مجارستان - کمبریج، ماساچوست، ایالات متحده - درسدن، آلمان - ادینبورگ، اسکاتلند، پادشاهی متحده - فاس، مراکش - غازی عینتاب، ترکیه - استانبول، ترکیه | - کاسل، آلمان - کیف، اوکراین - شهر کویت، کویت - کیوتو، ژاپن - مالمو، سوئد - نابلس، ساحل غربی - نانجینگ، چین - ناصره، اسرائیل - پکانبارو، اندونزی - فیلادلفیا، ایالات متحده - پراویدنس، ایالات متحده | - رنس، فرانسه - سالوادور، برزیل - سمرقند، ازبکستان - سیدنی، استرالیا - تیرانا، آلبانی - تلمسان، الجزایر - تورکو، فنلاند - وایادولید، اسپانیا - وزدواک، صربستان - ایروان، ارمنستان |